# 무쇠 연맹
무쇠 연맹(Iron Confederacy), 또는 크리-아시니보인 동맹(영어: Cree-Assiniboine, 크리어: Nehiyaw-Pwat)은 17세기 말엽에 오늘날의 캐나다 서부와 미국 북부의 대평원 원주민 부족들이 꾸린 정치군사적 연맹체였다. 다양한 부족들이 공동의 적들을 막기 위해 맺은 방어적 연맹이었다. 이 연맹을 구성한 부족들로는 1740년경을 전후해 대평원 지역으로 이주한 크리족의 지족들(이동한 크리족은 “평원 크리”, 동부에 남은 크리족은 “숲 크리”가 되었다), 마찬가지로 서진한 오지브와족의 지족인 살리투족, 수 제족이지만 수 연맹과는 적대관계였던 아시니보인족, 원주민과 캐나다 백인의 혼혈인 메티스, 그리고 모피교역을 따라 서진해온 이로쿼이족 등이 있었다.
무쇠 연맹은 북미 모피교역이 최고조였을 때 강력한 존재감을 자랑했다. 이들은 총기와 화약을 비롯한 백인들의 재화를 사들여 다른 원주민들에게 되팔고, 백인들에게는 허드슨 베이 회사, 북서회사 등 모피교역 회사들을 통해 모피를 판매하는 중개자로서 이익을 얻었다. 이후 바이슨 사냥과 페미컨 교역에서도 큰 역할을 수행했다. 1860년대 이후 모피교역이 쇠락하고 바이슨의 개체수가 급락하면서 무쇠 연맹은 쇠락하였고 19세기 말엽에 캐나다와 미국 정부에 의해 와해되었다.